# Rio Cobre
Der Rio Cobre, auch Copper River genannt, ist ein Fluss in Jamaika. Er verläuft durch den Parish Saint Catherine und hat eine Länge von 50,9 Kilometer. Der Rio Cobre hat eine große wirtschaftliche Bedeutung. Er bewässert eine Anbaufläche von 73 Quadratkilometer und versorgt Spanish Town mit Elektrizität.

## Verlauf
Die genaue Lage der Quelle ist unklar. Der Fluss entspringt in der Nähe der Stadt Linstead. Die meisten Karten beschreiben das Quellgebiet als ein Areal mehrerer, saisonal trockener Quellflüsse ungenannten Namens. Der höchste Punkt des Rio Cobre liegt bei ungefähr 530 m über dem Meeresspiegel (1.750 Fuß). Nachdem er Spanish Town passiert hat, mündet er bei der Stadt Portmore, welche durch den Fluss von der Hauptstadt Kingston getrennt wird, in das Karibische Meer.

## Sehenswürdigkeiten
Der vielleicht sehenswürdigste Ort ist eine tiefe Schlucht durch die der Rio Cobre verläuft. Sie liegt zwischen Bog Walk und dem Norden von Spanish Town.
Während des Verlaufs entlang des Highway A1 überquert diese den Rio Cobre. Als Überführung dient die sogenannte Flat Bridge, die im Jahr 1724 durch den Engländer Edward Long erbaut wurde. Das einspurige Bauwerk gilt als erste Brücke von Jamaika. Zwischen 1881 und 1915 wurde der ursprüngliche Holzboden der Brücke durch Stahlträger und Teile der nahe gelegenen May Pen Brücke ersetzt, die  zuvor abgerissen worden war. In den 1930er Jahren bekam die zuvor ungesicherte Brücke ein Geländer aus Metall und später aus Holz, die aber jeweils starken Stürmen zum Opfer fielen. Gegenwärtig wird die Brücke nur von provisorisch verlegten Steinen gesichert. Lange Zeit gab es kein System für die Befahrung der Brücke, so dass es regelmäßig zu Streit zwischen den Autofahrern und zu schweren Unfällen mit Todesfolge kam. In den 1990er Jahren wurde ein Ampelsystem installiert.
Der Rio Cobre wird vom Rio Cobre Dam bei dem Ort Angels in nördlicher Nachbarschaft von Spanish Town gestaut. Er wurde in den Jahren 1872–1876 erbaut, um die Trinkwasserversorgung von Spanish Town zu gewährleisten sowie die Pflanzungen von Zuckerrohr und Bananen zu bewässern. 1890 wurde ein Elektrizitätswerk errichtet, das bis 1966 arbeitete. 1904 ereignete sich beim Reinigen der Druckstollen ein Unfall, bei dem 33 Arbeiter ihr Leben verloren.